# Werner Meiners
Werner Meiners (* 1946 in Oldenburg, Niedersachsen) ist ein deutscher Pädagoge, Historiker und Autor. Seit 1973 hat er als Realschullehrer und Konrektor in Ganderkesee gearbeitet – bis 2004 an der dortigen Orientierungsstufe. Von 2004 bis 2007 war er Leiter der Grundschule Kirchhatten. Meiners lebt in Wardenburg.

## Werke (Auswahl)
- Kriegsende und Neubeginn auf dem Lande. 1945–1946. Die Gemeinde Ganderkesee. Rieck Verlag, Delmenhorst 1985. 144 S., zahlr. Abb., ISBN 3-920794-24-9
- Die Viehhändlerfamilie Alexander in Ganderkesee. Jüdisches Leben im Oldenburger Land. Gesellschaft für Familienkunde Oldenburg, Oldenburg 1988
- Geschichte der Juden in Wildeshausen. Holzberg, Oldenburg 1988
- Bürgerprotest gegen restriktive Gewerbepolitik und Beamtenwillkür im Revolutionsjahr 1848. In: Oldenburgisches Jahrbuch 90. 1990, S. 83–102
- Juden im Landkreis Oldenburg. Verachtete Außenseiter und geachtete Mitbürger. In: Der Landkreis Oldenburg. Menschen – Geschichte – Landschaft. (Hrsg.: Landkreis Oldenburg), Holzberg, Oldenburg 1992; ISBN 3-87358-381-X; Seite 203–220
- Menschen im Landkreis Oldenburg 1918 bis 1945. Politische Entwicklung – Ereignisse – Schicksale. 231 S. m. zahlr. Abbildungen. Isensee, Oldenburg 1995. ISBN 3-89598-301-2
- Nordwestdeutsche Juden zwischen Umbruch und Beharrung. Judenpolitik und jüdisches Leben im Oldenburger Land bis 1827. Hahn, Hannover 2001 (Dissertation 1998 Universität Oldenburg)
- Handbuchartikel Delmenhorst, Harpstedt, Jever (zusammen mit Hartmut Peters), Oldenburg, Ovelgönne und Wildeshausen In: Herbert Obenaus (Hrsg. in Zusammenarbeit mit David Bankier und Daniel Fraenkel): Historisches Handbuch der jüdischen Gemeinden in Niedersachsen und Bremen. Band 1 und 2 (1668 S.), Göttingen 2005; S. 455–464 (m. 1 Abb.), S. 801–806 (m. 2 Abb.); S. 908–928 (m. 1 Abb.); S. 1172–1196 (m. 5 Abb.), S. 1241–1247 (m. 2 Abb.) und S. 1544–1551 (m. 3 Abb.)
- „Unsere jüdischen Nachbarn“. Wege und Stationen im Leben der Familie Kugelmann aus Wardenburg. Isensee, Oldenburg 2011, ISBN 978-3-89995-804-1.